# Lista de emires do Catar
Emir do Qatar (árabe; أمیر دولة قطر) é o monarca e chefe de Estado do Catar. Sendo comandante supremo das Forças Armadas, o Emir detém poderes absolutos, sendo o Catar ainda regido pela monarquia absolutista.
A dinastia que governa o Catar desde sua unificação é a Casa de Al-Thani, onde o cargo de Emir é passado de forma hereditária. O título foi de xeque de 1851 á 1971, quando o título foi elevado para Emir.

## Lista de soberanos

#### Casa de Al-Thani
| Nome | Retrato | Nascimento                                                                                  | Esposas e Filhos         | Falecimento                          |
| --- | ------- | ------------------------------------------------------------------------------------------- | ------------------------ | ------------------------------------ |
| Mohammed bin Thani 1851 a 18 de dezembro de 1878 (27 anos e 351 dias)                                   |         | c.1788                                                                                      | Várias esposas 18 filhos | 18 de dezembro de 1878 89 ou 90 anos |
| Jassim bin Mohammed Al Thani 18 de dezembro de 1878 a 17 de julho de 1913 (35 anos e 142 dias)          |         | c.1825 filho de Mohammed bin Thani                                                          | Várias esposas 19 filhos | 17 de julho de 1913 87 ou 88 anos    |
| Abdullah bin Jassim Al Thani 17 de julho de 1913 a 20 de agosto de 1949 (Abdicou) (36 anos e 34 dias)   |         | c.1880 filho de Jassim bin Mohammed                                                         | 2 esposas 3 filhos       | 25 de abril de 1957 76 ou 77 anos    |
| Ali bin Abdullah Al Thani 20 de agosto de 1949 a 24 de outubro de 1960 (Abdicou) (11 anos e 4 dias)     |         | 5 de agosto de 1895 filho de Abdullah bin Jassim Al Thani e Mariam bint Abdullah Al Attiyah | 2 esposas 14 filhos      | 31 de agosto de 1974 79 anos         |
| Ahmad bin Ali Al Thani 24 de outubro de 1960 a 22 de fevereiro de 1972 (Deposto) (11 anos e 121 dias)   |         | n.1922 filho de Ali bin Abdullah Al Thani                                                   | 3 esposas 9 filhos       | 25 de novembro de 1977 54 ou 55 anos |
| Khalifa bin Hamad Al Thani 22 de fevereiro de 1972 a 27 de junho de 1995 (Deposto) (23 anos e 745 dias) |         | 17 de setembro de 1932 Hamad bin Abdullah Al Thani e Aisha bint Khalifa Al Suwaidi          | 4 esposas 17 filhos      | 26 d eoutubro de 2016 84 anos        |
| Hamad bin Khalifa 27 de junho de 1995 a 25 de junho de 2013 (Abdicou) (18 anos e 559 dias)              |         | 1 de janeiro de 1952 filho de Khalifa bin Hamad al Thani e Aisha bint Hamad Al Attiyah      | 3 esposas 24 filhos      |                                      |
| Tamim bin Hamad al-Thani 25 de junho de 2013 a presente (11 anos e 270 dias)                            |         | 3 de junho de 1980 filho de Hamad bin Khalifa al Thani e Moza bin Nasser Al-Missned         | 3 esposas 11 filhos      |                                      |